# Earl Grey
L'Earl Grey è una varietà di tè, aromatizzato con l'olio estratto dalla scorza del bergamotto.
In passato il nome era dato solo alle miscele di tè nero aromatizzate al bergamotto; attualmente sono chiamate Earl Grey anche le varietà a base di tè verde, tè bianco e oolong oltre che le tisane, quali il rooibos, che contengono l'olio dell'agrume.
L'Earl Grey prende il nome da Charles Grey, II conte Grey, Primo ministro del Regno Unito dal 1830 al 1834, il quale ricevette in dono un tè con olio di bergamotto.
Per via del suo elegante aroma e della sua storia, questa varietà di tè è considerata pregiata e aristocratica.
Earl Grey applicato al tè non è un marchio registrato e numerose aziende produttrici di tè offrono le proprie versioni dell'Earl Grey, utilizzando un'ampia varietà di foglie di tè e additivi. Una varietà di tè Earl Grey, commercializzata da Twinings, è la cosiddetta Lady Grey, ottenuta usando aromi diversi, tra cui l'arancia amara.

## Nella cultura di massa
Il tè 'Earl Grey era la bevanda preferita del capitano della astronave a curvatura della Flotta Stellare USS Enterprise (NCC-1701-D) Jean-Luc Picard nella serie tv Star Trek: The Next Generation. Iconica in particolare la frase con cui era solito ordinarlo: "Tea. Earl Grey. Hot".